# Huawei Nova 2
Huawei Nova 2 — смартфон, выпущенный китайской компанией Huawei в 2017 году. Относится к среднему ценовому сегменту. Вместе с Huawei Nova 2 Plus является первым в мире смартфоном на процессоре Kirin 659.

## Экран
Смартфон оснащён ёмкостным сенсорным экраном диагональю 5 дюймов, распознающим 10 одновременных касаний (10-точечный мультитач). Разрешение экрана составляет 1920х1080 (FullHD), отношение сторон — 16:9, разрешающая способность — 441 пиксель на дюйм (ppi). Экран способен отображать 16777216 оттенков.

## Защита
Смартфон не обладает сертификацией на соответствие какому-нибудь стандарту защиты. Следовательно, он является уязвимым для воздействия воды, пыли, механических повреждений, а также не подходит для использования во взрывоопасных средах. Экран смартфона покрыт защитным стеклом, которое защищает его от царапин ногтями и металлическими предметами, но не может уберечь от царапин песком, поскольку кварц (компонент песка) обладает большей твёрдостью, чем стекло.

## Программное обеспечение
Смартфон оснащён операционной системой Android 7.0 Nougat, разработанной в американской компании Google. Используется фирменная графическая оболочка EMUI 5.1, есть встроенные Сервисы Google (жарг. Gapps). В частности, предустановлен клиент магазина приложений и мультимедийного контента Google Play, с помощью которого смартфон можно оснастить большим количеством приложений от сторонних разработчиков. Предустановлен ряд стандартных приложений: медиаплеер, многофункциональные часы, просмотрщик фотографий, FM-радио, калькулятор и другие, включая приложения, характерные для EMUI, если таковые имеются.

## Технические характеристики
- Материалы корпуса: металл, стекло
- Операционная система: Android 7.0, EMUI 5.1
- Сети: GSM/EDGE, UMTS/HSDPA, LTE Cat 6 (2xnanoSIM)
- Экран: LTPS LCD, диагональ 5", разрешение 1080x1920 точек (FullHD), ppi 443
- Платформа: HiSilicon Kirin 659
- Процессор: восьмиядерный, 64-битный, 4 ядра 1.7 ГГц (Cortex-A53) и 4 ядра 2.36 ГГц (Cortex-A53)
- Графика: Mali-T830
- Оперативная память: 4 ГБ
- Память для хранения данных: 64 ГБ
- Слот под карту памяти: да, microSD (вместо второй SIM-карты)
- Основная камера: два модуля по 12 и 8 МП, сдвоенная светодиодная вспышка
- Фронтальная камера: 20 МП
- Интерфейсы: Wi-Fi, Bluetooth 4.2 (A2DP, LE), разъем USB Type-C (USB-Host) для заряда/синхронизации, разъем 3.5 мм для гарнитуры/наушников
- Навигация: GPS (поддержка A-GPS), Глонасс
- Дополнительно: сканер отпечатков пальцев, акселерометр, датчик света, сенсор приближения
- Батарея: 3000 мАч, быстрая зарядка
- Габариты: 142,2 x 68,9×6,9 мм
- Вес: 143 грамма